# Vi khuẩn
Vi khuẩn (tiếng Anh và tiếng La Tinh là bacterium, số nhiều bacteria) đôi khi còn được gọi là vi trùng, là một vực, giới các vi sinh vật nhân sơ đơn bào có kích thước rất nhỏ; một số thuộc loại ký sinh trùng. Vi khuẩn là một nhóm sinh vật đơn bào, có kích thước nhỏ (kích thước hiển vi) và thường có cấu trúc tế bào đơn giản không có nhân, bộ khung tế bào (cytoskeleton) và các bào quan như ty thể và lục lạp. Cấu trúc tế bào của vi khuẩn được miêu tả chi tiết trong mục sinh vật nhân sơ vì vi khuẩn là sinh vật nhân sơ, khác với các sinh vật có cấu trúc tế bào phức tạp hơn gọi là sinh vật nhân chuẩn.
Vi khuẩn là nhóm hiện diện đông đảo nhất trong sinh giới. Chúng hiện diện khắp nơi trong đất, nước, chất thải phóng xạ, suối nước nóng, và ở dạng cộng sinh và ký sinh với các sinh vật khác, và được biết là phát triển mạnh mẽ trong các tàu không gian có người lái. Nhiều tác nhân gây bệnh (pathogen) là vi khuẩn. Hầu hết vi khuẩn có kích thước nhỏ, thường chỉ khoảng 0.5-5.0 μm, mặc dù có loài có đường kính đến 0,3mm (Thiomargarita). Chúng thường có vách tế bào, như ở tế bào thực vật và nấm, nhưng với thành phần cấu tạo rất khác biệt (peptidoglycan). Nhiều vi khuẩn di chuyển bằng tiên mao (flagellum) có cấu trúc khác với tiên mao của các nhóm khác.
Chúng có tổng khối lượng trên dưới 0,2 kg ở một người khoẻ mạnh nặng 70 kg, tập trung chủ yếu ở ruột già và ruột non.
Có khoảng 40 triệu tế bào vi khuẩn trong một gram đất và hàng triệu tế bào trong một mm nước ngọt. Ước tính có khoảng 5×1030 vi khuẩn trên Trái Đất, tạo thành một lượng sinh khối vượt hơn tất cả động vật và thực vật. Vi khuẩn có vai trò quan trọng trong tái chế chất dinh dưỡng như cố định nitơ từ khí quyển và gây thối rữa sinh vật khác. Trong vùng dinh dưỡng quanh cách mạch nhiệt dịch và lỗ phun lạnh, vi khuẩn cung cấp những chất dinh dưỡng cần thiết cho sự sống bằng cách biến đổi các hợp chất hòa tan như hydro sulfide và methan thành năng lượng, chúng có thể phát triển mạnh ở nơi sâu nhất trên Trái Đất là rãnh Mariana. Các nghiên cứu khác liên quan cũng chỉ ra rằng chúng có thể sống bên trong các đá ở độ sâu 1900 feet (580m) bên dưới đáy biển và cách ngoài khơi bờ biển tây bắc Hoa Kỳ 8500.

## Hình thái

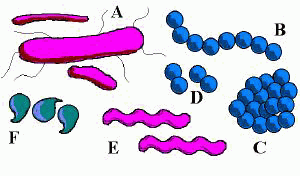
Vi khuẩn có nhiều hình dạng khác nhau:
A. Hình que - trực khuẩn (Bacillus)
B. Hình cầu (coccus) tạo thành chuỗi (strepto-) - liên cầu khuẩn (Streptococcus).
C. Hình cầu tạo đám (staphylo-) - tụ cầu khuẩn (Staphylococcus).
D. Hình tròn sóng đôi (diplo-) - song cầu khuẩn (Diplococcus).
E. Hình xoắn - xoắn khuẩn (Spirillum, Spirochete).
F. Hình dấu phẩy - phẩy khuẩn (Vibrio).
Xem thêm Doc Kaiser's Microbiology